# The Canary Murder Case
The Canary Murder Case is een Amerikaanse film uit 1929 onder regie van Malcolm St. Clair en Frank Tuttle. De film is gebaseerd op een boek van Willard Huntington Wright. De film werd officieel in 1928 opgenomen als een stomme film. Toen de geluidsfilm kwam, werd de film nagesynchroniseerd. Louise Brooks verbleef op dat moment in Duitsland en weigerde terug te komen naar de Verenigde Staten. De stem die te horen is van Margaret's karakter, is Margaret Livingston. Brooks werd na deze beslissing veracht door Paramount.

## Verhaal
Margaret Odell ise en nachtclubzangeres met de bijnaam "The Canary". Als ze vermoord wordt gevonden, worden meerdere personen verdacht. Iedereen had zo zijn motieven om van de aantrekkelijke dame af te komen. Het is aan Philo Vance om te ontrafelen wie werkelijk de dader is.

## Rolverdeling
| Acteur                 | Personage             |
| ---------------------- | --------------------- |
| William Powell         | Philo Vance           |
| Louise Brooks          | Margaret Odell        |
| Jean Arthur            | Alys LaFosse          |
| James Hall             | Jimmy Spotswoode      |
| Eugene Pallette        | Sgt. Ernest Heath     |
| Charles Lane           | Charless Spotswoode   |
| Ned Sparks             | Tony Sheel            |
| Gustav von Seyffertitz | Dr. Ambrose Lindquist |
| Lawrence Grant         | Charles Cleaver       |
| Margaret Livingston    | Margaret Odell (stem) |